# 発地 (軽井沢町)
発地（ほっち）は、長野県北佐久郡軽井沢町の地名。

## 地理
軽井沢町の南東部に位置する。南は群馬県下仁田町、北は大字長倉、西は大字茂沢、東は群馬県安中市松井田町に隣接する。中央部を発地川が北西に流れて湯川に合流する。東部を群馬・長野県道下仁田軽井沢線が和美峠を越えて下仁田町に通じ、北部を県道豊昇茂沢中軽井沢停車場線が北から西に通じる。八風山の北麓は湿地帯であったが、ゴルフ場や別荘地として開発が進んだ。
軽井沢町では、大字や町丁のほかに「区」と呼ばれる自治組織があり、発地には以下の区が設けられている。7区合計の人口は1,705人。
- 南軽井沢区
- ニュータウン区
- 馬取区
- 上発地区
- 下発地区
- 風越団地区
- 杉瓜区

## 歴史
- 明治9年（1875年）8月2日 - 馬取萱村が発地村に合併。
- 明治22年（1889年）4月1日 - 町村制の施行により、追分村・発地村および長倉村の一部（成沢新田・油井）の区域をもって西長倉村が発足。
- 昭和17年（1942年）5月8日 - 西長倉村が軽井沢町に編入。
- 昭和35年（1960年） - 国土計画が馬取の60万坪にレイクニュータウン別荘地の開発に着手[6]。
- 昭和44年（1969年） - 八風山一帯が妙義荒船佐久高原国定公園に指定。

## 小・中学校の学区
公立小・中学校に通う場合、学区は以下の通りとなる。
| 地区                                                            | 小学校                     | 中学校                 |
| --------------------------------------------------------------- | -------------------------- | ---------------------- |
| 南軽井沢区                                                      | 軽井沢町立軽井沢東部小学校 | 軽井沢町立軽井沢中学校 |
| ニュータウン区、馬取区、上発地区、下発地区、 風越団地区、杉瓜区 | 軽井沢町立軽井沢中部小学校 | 軽井沢町立軽井沢中学校 |